# Massa e Cozzile
Massa e Cozzile est une commune italienne de la province de Pistoia dans la région Toscane en Italie.

## Géographie

Localisation de la commune de Massa e Cozzile à l'intérieur de la province de Pistoia

## Administration
| Période                                  | Période  | Identité         | Étiquette      | Qualité |
| ---------------------------------------- | -------- | ---------------- | -------------- | ------- |
| 7 juin 2009                              | En cours | Massimo Niccolai | Centrosinistra |         |
| Les données manquantes sont à compléter. |          |                  |                |         |

### Hameaux
Croci, Cozzile, Margine Coperta, Massa, Traversagna, Vangile

### Communes limitrophes
Buggiano, Marliana, Pescia
Montecatini Terme